# Windbüchse

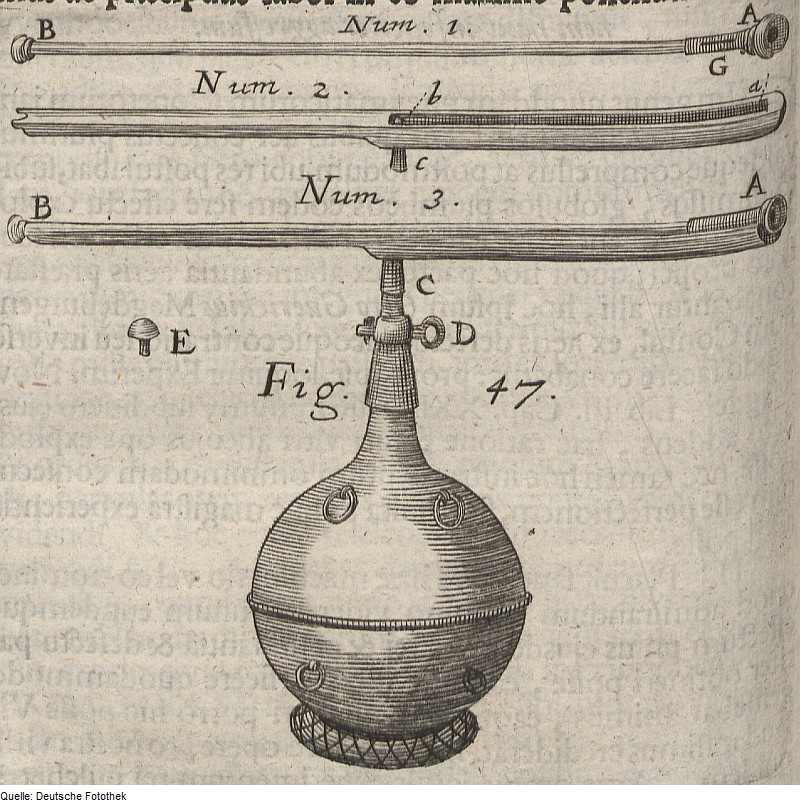
Windbüchsen mit kugeligem Druckluftbehälter

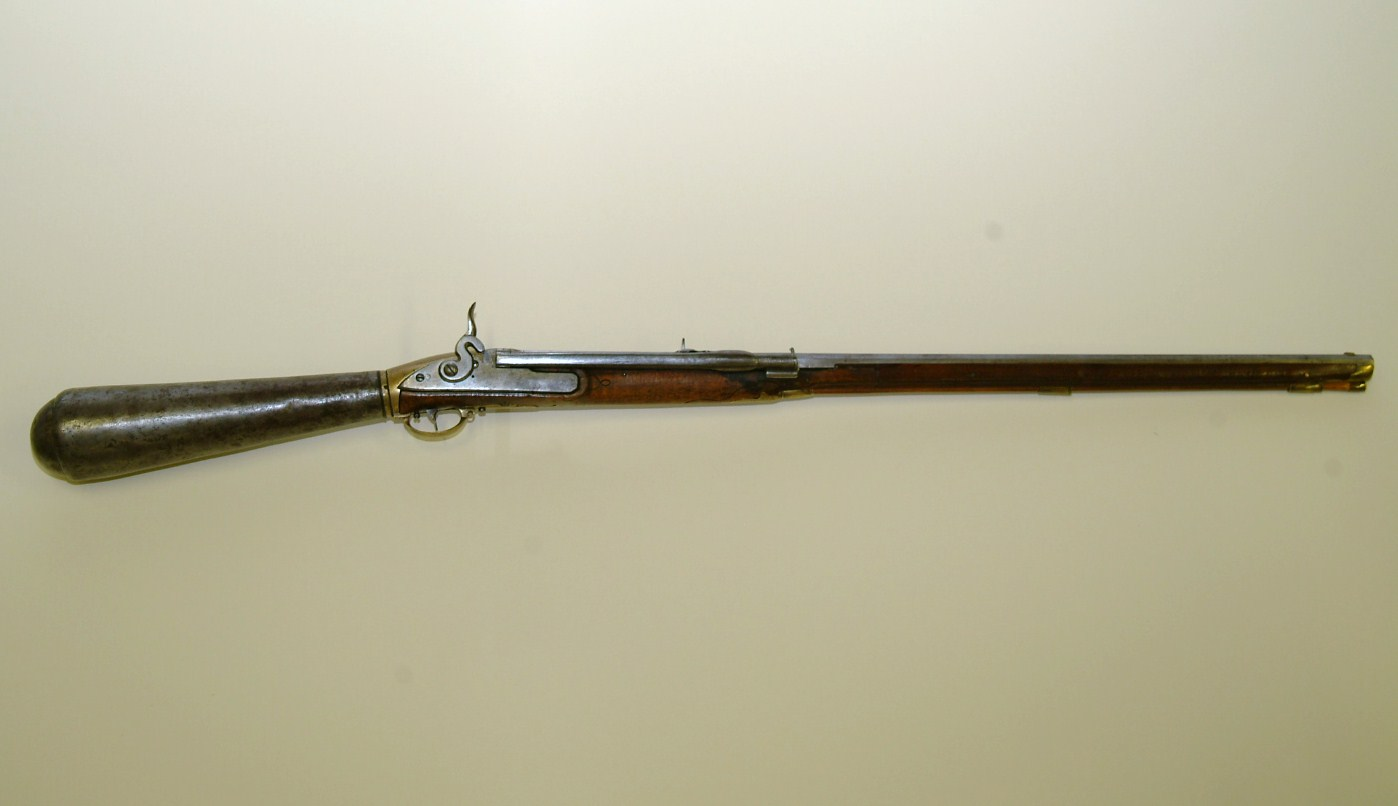
Girandoni-Windbüchse mit abnehmbaren Kolben als Druckluftbehälter

Eine Windbüchse ist eine Druckluftwaffe, die im 17. Jahrhundert zu Jagd-, Übungs- und Kriegszwecken entwickelt wurde.

## Geschichte
Die Windbüchse ist ein Vorläufer des heutigen Luftgewehres. Sie verschoss mit Pressluft großkalibrige Kugeln. Ab 1607, im Vorfeld des Dreißigjährigen Krieges, wurden die Windbüchsen unter anderem von dem Nürnberger Feuerschlossmacher Paulus Dümbler für den Einsatz in Kriegen entwickelt. Die Stadt, vom kurfürstlich-pfalzgräfischen Amtmann zu Mosbach Georg Ludwig von Hutten dahingehend unterrichtet, verbot ihm jedoch die weitere Herstellung mit der Begründung, dass man mit solch einer Büchse die „ohne Knall abgehen und damit man doch ein Brett daumendick durchschießen könne“, „mit solch mörderisch Waffen einen Menschen hinrichten könne, unvermerkt, wo es herkomme“. Der Technikhistoriker Franz Maria Feldhaus dazu: „Also waren die Nürnberger damals schon so nervös, wie Napoleon zweihundert Jahre später.“
Wegen der damals verfügbaren, heute als mangelhaft angesehenen Materialien (wie Messing oder Leder) bei den Dichtungen sowie der vergleichsweise kleinen Reichweite und beschränkten Nachlademöglichkeit wurden die sehr frühen Windbüchsen nicht militärisch verwendet. Ab 1779 wurde in Österreich die Girardoni-Windbüchse produziert und ab dem Türkenkrieg 1787 bis ca. 1800 bei der Truppe eingesetzt. Weiterentwicklungen wurden und werden aber oft noch von Wilderern oder Guerilla-Kämpfern verwendet.
Als sich die Feuerwaffentechnik immer weiter verbesserte, waren die Windbüchsen Anfang des 19. Jahrhunderts aus dem Gebrauch verschwunden. Der große Nachteil der Windbüchsen gegenüber Feuerwaffen war das sehr umständliche Befüllen des Druckbehälters. Auch kam es immer wieder zum gefährlichen Reißen der Druckbehälter. Die Durchschlagskraft lag gewöhnlich unter der von Feuerwaffen.

## Funktion
Die in mehreren Quellen überlieferte „Geräuschlosigkeit“ der Windbüchsen ist relativ. Auch Windbüchsen erzeugen einen lauten Mündungsknall, wenn das Geschoss aus dem Lauf austritt und die unter einem bestimmten Restdruck stehende Luft expandiert. Der Schalldruck liegt jedoch deutlich unter dem, der beim Schuss mit einer Feuerwaffe auftritt. Von Vorteil gegenüber den Schwarzpulverwaffen ist auch das Fehlen jeglicher Rauchentwicklung und des Mündungsblitzes. Die Waffe ist im weitesten Sinne vergleichbar mit einem regulären modernen Luftgewehr.
Der Schütze baute mit einer meist externen Luftpumpe in einem an der Waffe befindlichen, demontierbaren Kolben oder einer druckfesten Kugel Druck auf, der für einen Schuss bzw. wenige Schüsse ausreichte. Beim Betätigen des Abzugs wurde das Ventil des Druckbehälters kurz geöffnet und die expandierende Druckluft beschleunigte das Geschoss. Die ersten Schüsse trafen so zuverlässig auf bis zu 150 Meter, bei den nachfolgenden reduzierte sich die Reichweite um die Hälfte oder mehr. Auch die Schüsse mit reduzierter Reichweite konnten dabei aber noch tödlich sein.
Der Tiroler Bartolomeo Girardoni verbesserte um 1780 das Prinzip in der Girandoni-Windbüchse, indem er für die Konstruktion der Waffe gezogene Läufe und Röhrenmagazine mit 20 Schuss im Kaliber 11,75 Millimeter (0,463 Zoll) verwendete. Die Kugeln wurden durch einen einfachen Schiebemechanismus aus den Röhren in die Waffe geladen. Die Girardoni-Waffe musste mit ca. 1500 Pumpstößen gefüllt werden und lieferte dann Druckluft für die 20 Schuss im Magazin. 